# Futsal Club Italia5 Winterthur

Logo des Vereins

 Der Futsal Club Italia5 Winterthur war ein Schweizer Futsalclub aus Winterthur, der an der Futsal Nationalliga A teilnahm. Der Klub wurde am 11. Oktober 2005 in Winterthur gegründet und hat seinen zivilrechtlichen Sitz als Verein in Münchwilen TG. Sein Heimstadion war die Sporthalle Waldegg, die sich ebenfalls in Münchwilen befindet. Der Klub war seit der Gründung der Futsalliga dabei und spielte von 2006 bis 2008 schon in der höchsten Liga und war zuletzt 2010 wieder in die NLA aufgestiegen.
In der Saison 2012/13 stellte der Verein keine Mannschaft mehr, nachdem man zuletzt die Meisterschaft in der NLA auf dem zweitletzten Platz beendet hatte. Der Verein selbst besteht weiterhin, betreibt aber kein Futsal mehr.